# Kaisheim

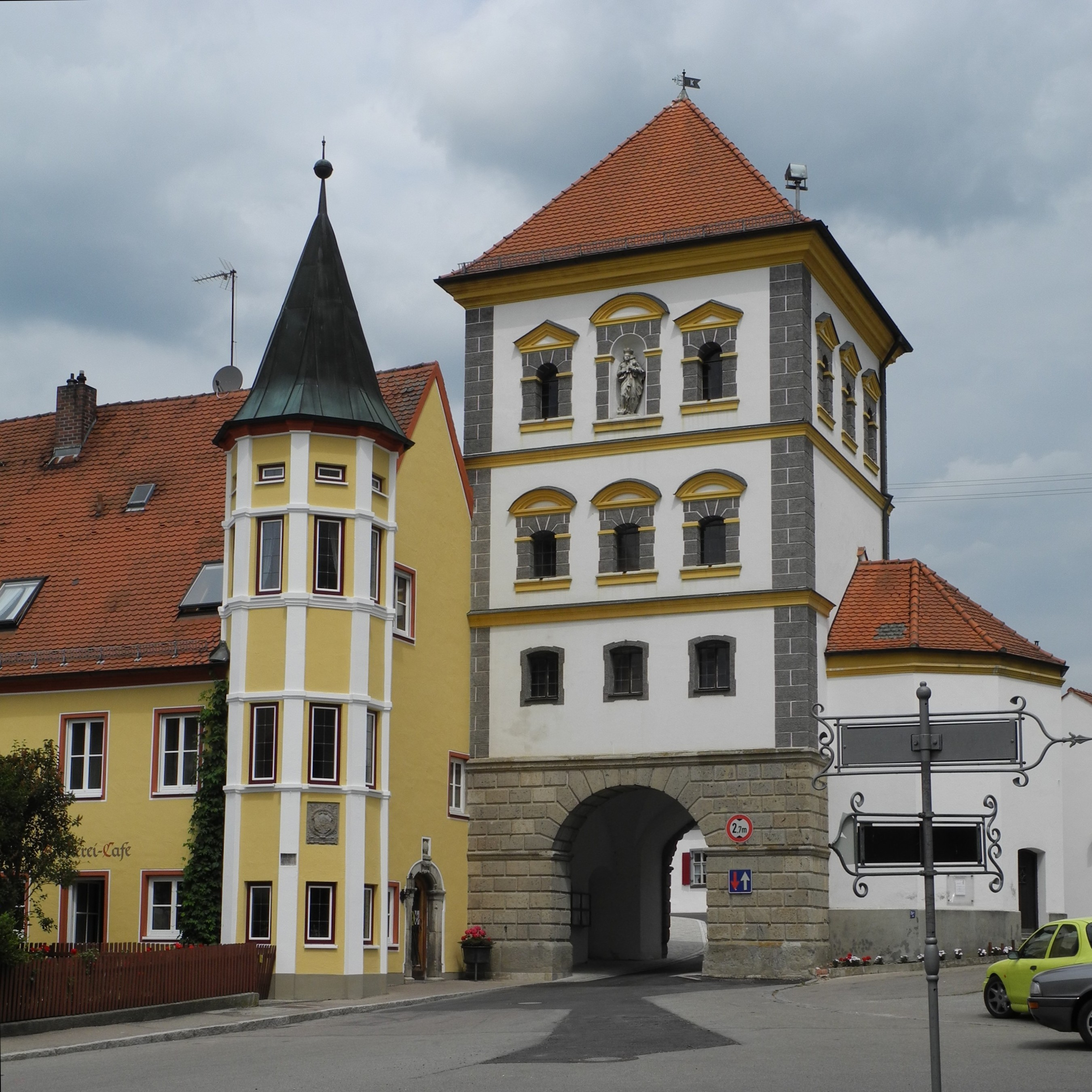
Kaisheim

Kaisheim este o comună-târg din districtul Donau-Ries, regiunea administrativă Schwaben, landul Bavaria, Germania.